# Завітинський район
Заві́тинський райо́н (рос. Заветинский район) — район у східній частині Ростовської області Російської Федерації. Адміністративний центр — село Завітне.

## Географія
Район розташований у крайній східній частині області. На заході межує із Зимовніківським та Дубовським районами, на півдні — із Ремонтненським районом, на сході та півночі — із Калмикією, на півночі — з Волгоградською областю.

## Історія
Волгодонський район був утворений 1926 року. 1932 року район був ліквідований, а його територія передана до складу Ремонтненського району. 1935 року він був знову поновлений у зв'язку з розукрупненням районів Азово-Чорноморського краю. У період 1963–1965 років район був ліквідований із передачею його території до Ремонтненського району.

## Населення
Населення району становить 16861 особа (2013; 17250 в 2010).

## Адміністративний поділ
Район адміністративно поділяється на 9 сільських поселень, які об'єднують 26 сільських населених пунктів:
| Поселення                        | Площа, км² | Населення, осіб (2010) | Центр       | Населені пункти |
| -------------------------------- | ---------- | ---------------------- | ----------- | --------------- |
| Завітинське сільське поселення   | -          | 7079                   | Завітне     | 1               |
| Кисельовське сільське поселення  | -          | 1767                   | Кисельовка  | 2               |
| Кічкінське сільське поселення    | -          | 1272                   | Кічкіно     | 2               |
| Нікольське сільське поселення    | -          | 1042                   | Нікольський | 4               |
| Савдянське сільське поселення    | -          | 1226                   | Савдя       | 4               |
| Тюльпанівське сільське поселення | -          | 1014                   | Тюльпани    | 3               |
| Федосієвське сільське поселення  | -          | 1335                   | Федосієвка  | 3               |
| Фомінське сільське поселення     | -          | 1243                   | Фомін       | 3               |
| Шебалінське сільське поселення   | -          | 1272                   | Шебалін     | 4               |

### Найбільші населені пункти
| №  | Населений пункт | Населення, осіб (2010) |
| -- | --------------- | ---------------------- |
| 1  | Завітне         | 7 079                  |
| 2  | Кисельовка      | 1 701                  |
| 3  | Фомін           | 1 050                  |
| 4  | Кічкіно         | 1 029                  |
| 5  | Савдя           | 1 018                  |
| 6  | Федосієвка      | 1 004                  |
| 7  | Шебалін         | 928                    |
| 8  | Нікольський     | 747                    |
| 9  | Тюльпани        | 730                    |
| 10 | Воротілов       | 262                    |

## Економіка
Район є сільськогосподарським, тут працює понад 200 фермерських господарств, які займаються в основному тваринництвом, так як територія району розташована у межах ризиковано землеробства. Розвивається переробна промисловість сільськогосподарської продукції.